# Coelogyne tommii
Coelogyne tommii é uma espécie de orquídea epífita, família Orchidaceae, possivelmente originária de Sumatra.